# Ronde van Lombardije 1994
De Ronde van Lombardije 1994 was de 88e editie van deze eendaagse Italiaanse wielerwedstrijd die werd verreden op zaterdag 8 oktober 1994. Het parcours leidde van Monza naar Monza en ging over een afstand van 244 kilometer. 
De ontsnapte Zwitser Pascal Richard, de winnaar van 1993, werd vlak voor de eindstreep ingehaald door de Rus Vladislav Bobrik met in zijn kielzog de Italiaan Claudio Chiappucci. De 23-jarige Bobrik was het snelste in de sprint en hij behaalde zijn eerste grote zege.
Deze wedstrijd was de tiende en laatste manche van de wereldbeker. De Italiaan Gianluca Bortolami, die in de laatste klassieker als 50e eindigde, won de wereldbeker.

## Uitslag
| Ronde van Lombardije 1994 |                    |                        |          |
| Plaats                    | Naam               | Ploeg                  | Tijd     |
| Winnaar                   | Vladislav Bobrik   | Gewiss–Ballan          | 6u03'21" |
| 2                         | Claudio Chiappucci | Carrera Jeans–Tassoni  | + 0'02"  |
| 3                         | Pascal Richard     | GB–MG Maglificio       | + 0'03"  |
| 4                         | Dmitri Konysjev    | Jolly Componibili–Cage | + 0'25"  |
| 5                         | Maurizio Fondriest | Lampre–Panaria         | z.t.     |
| 6                         | Davide Cassani     | GB–MG Maglificio       | z.t.     |
| 7                         | Bjarne Riis        | Gewiss-Ballan          | + 0'30"  |
| 8                         | Udo Bölts          | Team Telekom           | z.t.     |
| 9                         | Mauro Gianetti     | Mapei–CLAS             | z.t.     |
| 10                        | Maarten den Bakker | TVM–Bison Kit          | + 0'36"  |
|                           |                    |                        |          |
| 30                        | Johan Bruyneel     | ONCE                   | + 7'45"  |

1905 · 1906 · 1907 · 1908 · 1909 · 1910 · 1911 · 1912 · 1913 · 1914 · 1915 · 1916 · 1917 · 1918 · 1919 · 1920 · 1921 · 1922 · 1923 · 1924 · 1925 · 1926 · 1927 · 1928 · 1929 · 1930 · 1931 · 1932 · 1933 · 1934 · 1935 · 1936 · 1937 · 1938 · 1939 · 1940 · 1941 · 1942 · 1943 · 1944 · 1945 · 1946 · 1947 · 1948 · 1949 · 1950 · 1951 · 1952 · 1953 · 1954 · 1955 · 1956 · 1957 · 1958 · 1959 · 1960 · 1961 · 1962 · 1963 · 1964 · 1965 · 1966 · 1967 · 1968 · 1969 · 1970 · 1971 · 1972 · 1973 · 1974 · 1975 · 1976 · 1977 · 1978 · 1979 · 1980 · 1981 · 1982 · 1983 · 1984 · 1985 · 1986 · 1987 · 1988 · 1989 · 1990 · 1991 · 1992 · 1993 · 1994 · 1995 · 1996 · 1997 · 1998 · 1999 · 2000 · 2001 · 2002 · 2003 · 2004 · 2005 · 2006 · 2007 · 2008 · 2009 · 2010 · 2011 · 2012 · 2013 · 2014 · 2015 · 2016 · 2017 · 2018 · 2019 · 2020 · 2021 · 2022 · 2023 · 2024 · 2025